# Badia de Wismar
La badia de Wismar (en alemany: Wismarbucht) és una badia que es troba al sud-oest de la mar Bàltica, a l'estat de Mecklenburg-Pomerània Occidental d'Alemanya. És considerada una secció de la més gran badia de Mecklenburg.
La badia de Wismar és considerada un dels millors ports naturals del Bàltic, i va servir com a destinació per a molts transports marítims fins al voltant de la dècada de 1910, quan les seves profunditats mínimes de 5 metres (16 peus) es van fer massa baixes per a vaixells més grans i moderns.
La badia de Wismar es divideix en cinc petites badies més: Breitling, Salzhaff, Kirchsee, Eggers Wiek i Wohlenberger Wiek. Totes les aigües estan limitades per l'illa Poel. A l'extrem sud-est hi ha la ciutat hanseàtica de Wismar.
Té un hàbitat marí divers i junt a les seves zones costaneres, sovint encara subjectes a dinàmiques naturals, són de gran importància per a nombroses espècies animals i vegetals. El 2006 es va elaborar un pla de gestió integral per coordinar els interessos de la pesca i els esports nàutics, la pesca i la conservació de la natura a la zona, on hi ha cinc reserves naturals.